# ایتان کوئن
ایتان کوئن (انگلیسی: Etan Cohen؛ زادهٔ ۱۴ مارس ۱۹۷۴) یک فیلم‌نامه‌نویس، و کارگردان اهل ایالات متحده آمریکا است. وی از سال ۱۹۹۵ میلادی تاکنون مشغول فعالیت بوده‌است.

## فیلم شناسی
کارگردان
- سرسخت شدن (۲۰۱۵)
- هولمز و واتسون (۲۰۱۸)

نویسنده
- بیویس و بات‌هد (مجموعه تلویزیونی) (۱۹۹۵–۱۹۹۷)
- بازگشت (مجموعه تلویزیونی) (۱۹۹۹)
- انگار تو میدونی (۱۹۹۹)
- تیمون و پومبا (مجموعه تلویزیونی) (۱۹۹۹)
- پادشاه تپه (مجموعه تلویزیونی) (۲۰۰۱–۲۰۰۵)
- ایدیو کراسی (۲۰۰۶)
- تندر استوایی (۲۰۰۸)
- بابای آمریکایی! (مجموعه تلویزیونی) (۲۰۰۶)
- تندر استوایی (۲۰۰۸)
- ماداگاسکار: فرار به آفریقا (۲۰۰۸)
- مردان سیاه‌پوش ۳ (۲۰۱۲)
- سرسخت شدن (۲۰۱۵)
- هولمز و واتسون (۲۰۱۸)

. رفقای بد      {2022}